# Máxima (serie de televisión)
Máxima es una serie de televisión web biográfica neerlandesa, basada en el libro Patria, los primeros años de Máxima Zorreguieta, para Videoland. La trama cuenta los inicios de la reina Máxima de los Países Bajos como economista argentina y su primer encuentro con Guillermo Alejandro de los Países Bajos durante su juventud en Sevilla, España. Está protagonizada por Delfina Chaves, Martijn Lakemeier, Sebastian Koch y Elsie de Brauw. Se estrenó el 20 de abril de 2024 en Países Bajos. En España, la serie se emitió el 19 de junio en Atresmedia y Antena 3. Su lanzamiento en América Latina fue el 15 de agosto en Max.
El 16 de octubre de 2024, la serie fue renovada para una segunda temporada.

## Sinopsis
La historia se ambienta en los años previos de Máxima a convertirse en reina, iniciando por su vida en Argentina y luego cuando se traslada para trabajar como economista en la ciudad de Nueva York, donde estuvo a punto de rechazar al heredero al trono de Países Bajos por no saber bailar y a quien conoció por primera vez en 1999 en una fiesta en Sevilla, España.

## Elenco
- Delfina Chaves como Máxima Zorreguieta
- Martijn Lakemeier como Guillermo Alejandro
- Sebastian Koch como Nicolás de Amsberg
- Elsie de Brauw como Beatriz de los Países Bajos
- Daniel Freire como Jorge Zorreguieta
- Valeria Alonso como María del Carmen  Cerruti
- Iván Lapadula como Tiziano Iachetti
- Paula Gala como Cynthia Kaufmann
- Sébastien Corona como Philippe Laffont
- Cecilia Cereijido-Bloche como Dolores
- Olivia Monaco como Máxima (niña)
- Candela Saitta como Máxima (adolescente)
- Annick Durán Kandzior como Tristana Macció
- Ivette Balaguer como Ana Laffont
- Jacob Derwig como Thomas Wagenaar
- Agustina Palma como Valeria Delger
- Agostina Goñi como Florencia de Coco
- Carla Gris como Samantha Deane
- Noelia Castaño como María Laura Tramezzani
- Gala Bichir como Inés Zorreguieta
- Mercedes Cech como Marcela Cerruti
- Santiago Botto como Martín Zorreguieta

## Estreno
La ficción se exhibió el 9 de abril de 2024 en Canneseries, Festival Internacional de Series de Cannes, Francia, con la proyección de los dos primeros episodios por fuera de la competencia oficial. En Países Bajos, la serie se estrenó el 20 de abril de 2024 a través de la plataforma Videoland. En América Latina, en principio se rumoreaba que la serie saldría por Star+, pero finalmente los derechos de emisión fueron adquiridos por Warner Bros. Discovery para lanzarla en Max. Por otra parte, se informó que en España compró los derechos Atresmedia, y  que sería distribuida por  cadenas de televisión en Europa, entre ellas RTL de Alemania, HRT de Croacia, ORF de Austria, HOT de Israel y LV1 de Letonia y Eslovaquia.  

## Desarrollo

### Producción
En febrero de 2022, la plataforma neerlandesa Videoland confirmó que había adquirido los derechos del libro Patria, los primeros años de Máxima Zorreguieta de la escritora Marcia Luyten para realizar una serie de televisión sobre la vida de la reina Máxima de los Países Bajos. Inicialmente se había anunciado que el guion sería escrito por Dorien Goertzen y Karin van der Meer, y que la dirección estaría a cargo de Anne de Clercq, sin embargo, en marzo de 2023 se comunicó que los libros serían escritos por Marnie Blok e Ilse Ott, mientras que la dirección estaría bajo la responsabilidad de Saskia Diesing, Joosje Duk e Iván López Núñez.
Por otra parte, se develó que la primera temporada constaría de seis episodios de 50 minutos y que la historia se centraría en los inicios de la reina Máxima. El desarrollo de la serie recayó en la productora neerlandesa Millstreet Films, la cual estuvo a cargo de su financiación y desde Argentina fue elegida Agustina Macri como una de las directoras de la serie con el apoyo de K&S Films como coproductora. En julio de 2023, se informó que Beta Film se asoció con Millstreet Films para la distribución y la venta internacional de la serie.

### Rodaje
La serie inició la fotografía principal en junio del 2023, teniendo como locaciones de rodaje Estados Unidos, España, Bélgica y los Países Bajos. Las secuencias en Argentina se simularon rodando en la Gran Vía y el Instituto Cervantes de Madrid, dirigidas por Iván López Nuñez, realizador español afincado en Ámsterdam. El rodaje de la segunda temporada inició el 29 de octubre de 2024 y finalizó en mayo de 2025.

### Casting
En diciembre de 2022, se confirmó que la actriz argentina Delfina Chaves había sido seleccionada para dar vida a la reina Máxima. En marzo de 2023, se anunció que el actor neerlandés Martijn Lakemeier fue fichado para el papel del rey Guillermo. En julio de ese año, se conoció que el actor alemán Sebastian Koch y la actriz neerlandesa Elsie de Brauw fueron elegidos para interpretar a Nicolás de Amsberg y la reina Beatriz de los Países Bajos, los padres de Guillermo.

## Premios y nominaciones
| Lista de premios y nominaciones | Lista de premios y nominaciones      | Lista de premios y nominaciones                           | Lista de premios y nominaciones               | Lista de premios y nominaciones | Lista de premios y nominaciones |
| Año                             | Organización                         | Categoría                                                 | Nominado/a (s)                                | Resultado                       | Ref(s)                          |
| ------------------------------- | ------------------------------------ | --------------------------------------------------------- | --------------------------------------------- | ------------------------------- | ------------------------------- |
| 2024                            | Festival de Cine de los Países Bajos | Mejor serie dramática                                     | Máxima                                        | Nominado                        | [ 26 ]                          |
| 2024                            | Festival de Cine de los Países Bajos | Mejor dirección                                           | Saskia Diesing, Joosje Duk e Iván López Núñez | Nominados                       | [ 26 ]                          |
| 2025                            | Premios Aura                         | Mejor presencia hispanohablante en series internacionales | Delfina Chaves                                | Nominada                        | [ 27 ]                          |